# 郭良孝
郭良孝（1952年1月2日—），男，山西孝义人，中华人民共和国政治人物。

## 生平
1971年3月加入中国共产党。历任山西省人民政府驻天津办事处主任兼党组书记、阳泉市人民政府市长、大同市人民政府市长、中共大同市委书记、中国人民政治协商会议山西省委员会副主席等职。
2008年1月当选山西省政协副主席。2013年1月，由于年龄原因，郭良孝不再担任山西省政协副主席。同年2月，郭良孝被选为山西省老年人体育协会常务主席。